# Карвасарний Володимир Іванович
Володимир Іванович Карваса́рний (нар. 8 березня 1949, Петрашівка) — український живописець, графік-плакатист, майстер художнього оброблення металу; член Спілки радянських художників України з 1985 року.

## Біографія
Народився 8 березня 1949 року у селі Петрашівці (нині Хмельницький район Хмельницької області, Україна). Дитинство і юність провів у селі Михайлівці. 1976 року закінчив Вижницьке училище декоративно-прикладного мистецтва (педагоги: Валерій Жаворонков, Едуард Жуковський, Петро Лемський).
Працював у Хмельницькому: упродовж 1971–1978 років — старшим художником-конструктором, керівником групи бюро промислової естетики радіотехнічного заводу; у 1979–1985 роках — оформлювачем художньо-виробничих майстерень. Живе у місті Хмельницькому, в будинку на вулиці Тернопільській № 30, квартира 178.

## Творчість
Працює в жанрі живопису, декоративної графіки, проєктування, дизайну (інтер'єри будинків адміністративного значення, фойє і танцювальної зали лялькового театру, готелів, музеїв, костелів та інше). Автор плакатів, графічних циклів на історичну, політичну, соціально-психологічну тематику. Серед робіт:
плакати
- «OŚWIĘCIM» (1984);
- «Все, що маєм, не жалієм, а втративши, плачем» (1990);
- «Хто допоможе фортеці?» (1990);
- «А ми дивились і мовчали» (1990);
- «S. O. S.» (1990);
- «Боролися з релігією, а загубили культуру» (1990);
- «Без назви» (1990; 2005);
- «Рятуймо» (1991);
- «Кривава борозна» (1992);
- «Прокляті роки» (1994);
- «Отелло» (1995);
- «Останні Орли» (1999);
- «Роксолана» (2002);
- «Ватерлоо» (2005);
- «Цар Едіп» (2005);
- «Декамерон» (2005);
- «Клеопатра» (2006);
- «Леді Макбет» (2006);
- «Чарівна флейта» (2007);
- «Украдене щастя» (2007);
- «Ромео і Джульєтта» (2007);
- «Генріх VII» (2007);
- «Загибель богів» (2007);
- «Ваша слава не вмре, не поляже» (2010);
- «Жорстоке кохання» (2010);
- «Через шаблю маєм волю» (2011);

живопис
- «Христос та грішниця» (1996);
- «Ангел у майстерні» (1997);
- «Привороття» (1997);
- «Розп'яття» (1997; 1999);
- «Христос у Гетсиманському саду» (1998);
- «Апостол Петро» (1998);
- «Апостол Андрій» (1998);
- «Старе місто» (1998);
- «Таємна вечеря» (1999);
- «Христос із закритими устами» (1999);
- «Поцілунок Юди» (1999);
- «Благовіщення» (1999);
- «Кам'янець-Подільський» (1999);
- «Оголена» (1999);
- «Віра» (2000);
- «Зима» (2000);
- «Іконописець» (2002);
- «Трійця» (2005);
- «Покладання в гріб» (2007);
- «Андрій Рубльов» (2010).

Брав участь у міжнародних з 1979 року, всеукраїнських з 1980 року, всесоюзних з 1985 року мистецьких виставках. Персональеі вистаки відбулися у Хмельницькому у 1989, 1994, 1997, 1999, 2002—2003, 2007—2009, 2011 роках, Тернополі у 2004—2005 роках, Цєхануві у 1998 році, Борі у 1999 році, Враці у 2000 році.
Окремі роботи художника зберігаються у Хмельнницькому краєзнавчому музеї, Картинній галереї міста Сілістри у Болгарії, Меморіальному музеї Освенцима у Польщі, Національних картинних галереях у Брно та Парижі.

## Премії
- 1-а премія Міжнародного конкурсу радянсько-польського плаката (1984; Москва);
- 2-а премія Міжнародного конкурсу радянсько-монгольського плаката (1985; Москва);
- 1-а премія Міжнародного конкурсу графіки (1991, Брно);
- Хмельницька міська премія імені Богдана Хмельницького (1998);
- Хмельницька обласна премія імені В'ячеслава Розвадовського (2004)[1].